# El día que nací yo
El día que nací yo és una pel·lícula dirigida per Pedro Olea, escrita per Jaime de Armiñán i protagonitzada per Isabel Pantoja.

## Argument
El professor bandejat Miguel Asenjo Bernal (Arturo Fernández) i el capellà d'idees anarquistes Pelayo (Joaquim de Almeida) s'enamoren de Juana Medina, una jove gitana que ven peix al mercat i de nit canta a un tablao (Isabel Pantoja).

## Repartiment
- Isabel Pantoja: Juana Medina
- Arturo Fernández: Miguel Asenjo Bernal
- Joaquim de Almeida: Pelayo Menéndez
- Miguel Rellán: Pepe Medina
- Germán Cobos: Rafael
- Amparo Rivelles: María Teresa Murillo
- Antonio Gutti: Paio de la taula
- Julia Oliva: Curra
- Juan Antonio Jiménez: Pepe 'Dergao'
- Mari Carmen Alvarado: Delfina

## Comentaris
Els productors són el duo musical, i marit i muller en la vida real, Víctor Manuel i Ana Belén, esperonats per l'èxit de Yo soy ésa. La pel·lícula pren el títol de la cèlebre cobla del mateix títol, tema original de la comèdia musical de 1936 Morena Clara. Tanmateix, la pel·lícula va ser un fracàs de taquilla, agreujat per la pressió mediàtica sobre la protagonista i el paper que hi va tenir la periodista Encarna Sánchez.